# Ernest Casimir-Lambert
Ernest Casimir Casimir-Lambert, född 19 juni 1897 i Bryssel, död 24 april 1931 i Monte Carlo, Monaco, var en belgisk bobåkare. Han deltog vid olympiska vinterspelen i Sankt Moritz 1928. Hans lag kom på sjätte plats.